# Furnas County
Furnas County is een county in de Amerikaanse staat Nebraska.
De county heeft een landoppervlakte van 1.860 km² en telt 5.324 inwoners (volkstelling 2000). De hoofdplaats is Beaver City.

## Bevolkingsontwikkeling

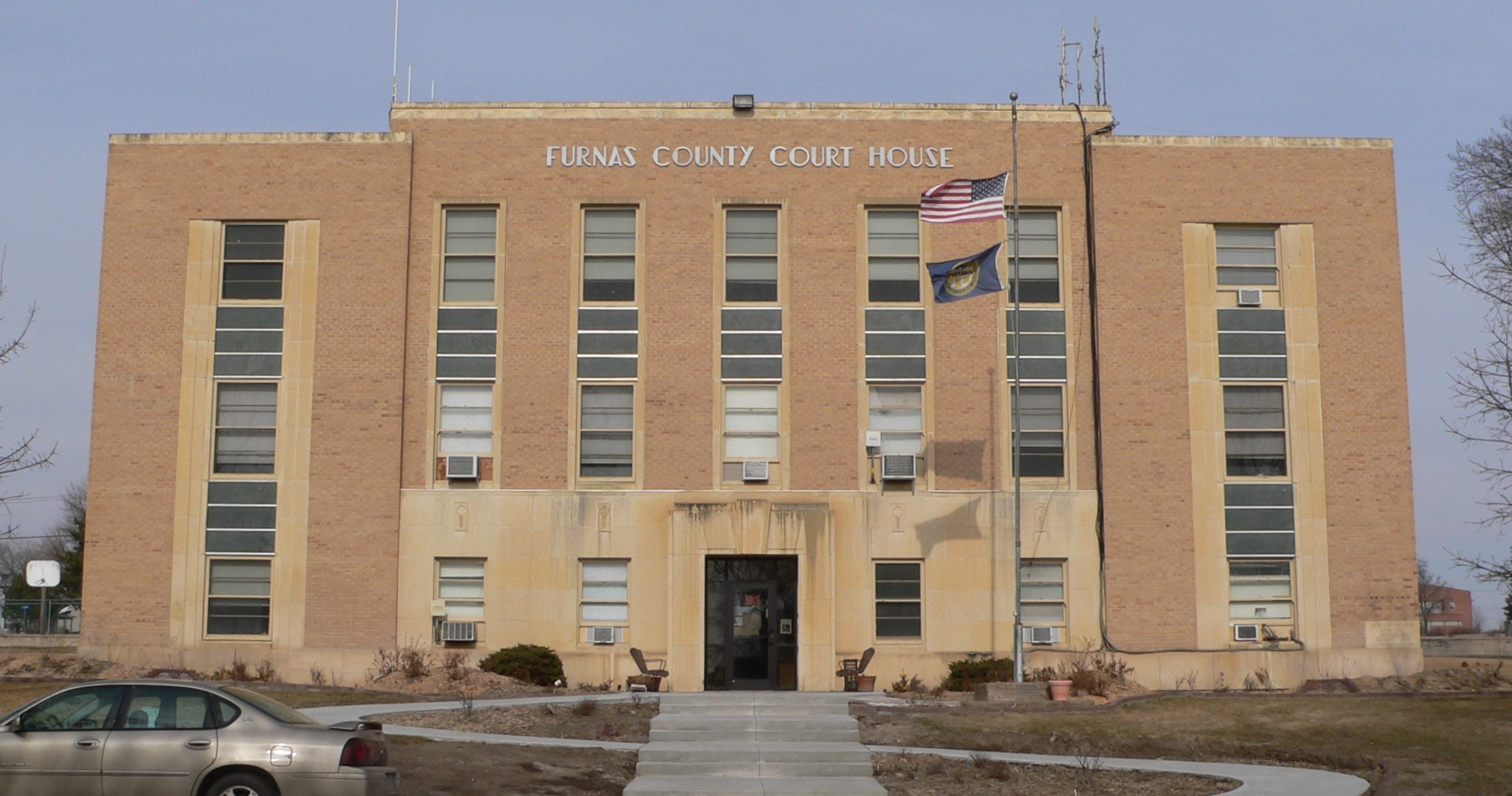
Furnas County Courthouse